# Susannah Fielding
Susannah Fielding, född 10 juni 1985 i Poole, Dorset, är en brittisk skådespelare.
Watson har bland annat medverkat i TV-serierna The Cockfields från 2021 och Who Is Erin Carter? från 2023. Hon har även medverkat i filmen Döden på Nilen från 2022 .

## Filmografi (i urval)
- 2021 – The Cockfields (TV-serie)
- 2022 – Döden på Nilen
- 2023 – Who is Erin Carter? (TV-serie)
- 2023 – Den charmerande Tom Jones (TV-serie)
- 2024 – Daddy Issues (TV-serie)